# Dietmar Krug
Dietmar Krug (* 9. September 1963 in Linnich, Nordrhein-Westfalen) ist ein deutscher Schriftsteller und Journalist.

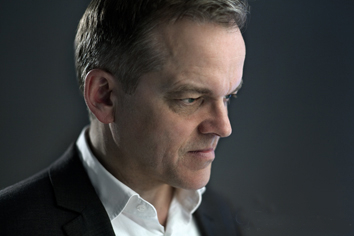
Dietmar Krug

## Leben
Dietmar Krug studierte Philosophie, Geschichte und Germanistik in Aachen und Wien und promovierte mit einer Arbeit über Thomas Mann. Seit 1988 lebt er in Wien. Nach dem Studium arbeitete er als freier Verlagslektor für diverse Wiener Verlage (u. a. Zsolnay und Böhlau) sowie als Autor für „Die Presse“, „Der Standard“, „Salzburger Nachrichten“ und „Literaturen“. 1997 bis 1998 arbeitete er an der Österreichischen Akademie der Wissenschaften an einem Karl-Kraus-Forschungsprojekt. Danach Arbeit für diverse Fachzeitschriften aus dem Bereich Wissenschaft, Technik und Logistik.
2004 bis 2013 betreute in der Wochenendbeilage „Spectrum“ der Wiener Tageszeitung „Die Presse“ eine Reihe mit literarischen Neuerscheinungen.
Gemeinsam mit August Staudenmayer veröffentlichte er 2009 im Berliner Verlag Edition Karo zwei Theaterstücke („Im Wartezimmer / Der Nächste, bitte“). Von Februar 2010 bis März 2014 schrieb er in der „Presse am Sonntag“ die wöchentliche Kolumne „Diese Deutschen“; eine Auswahl der Kolumnen erschien 2014 in Buchform.
2013 erschien sein Romandebüt „Mehr Freiheit“, dann folgten die Romane „Rissspuren“ (2015) und „Die Verwechslung“ (2018).
Derzeit arbeitet er als Essayist für diverse Medien. Im Frühjahr 2020 ist sein vierter Roman, „Von der Buntheit der Krähen“, erschienen.
Seit Dezember 2020 betreibt er auf seiner Webseite den Blog „Seuche und Sprache“.

## Werke
- Eros im Dreigestirn. Zur Gestaltung des Erotischen im Frühwerk Thomas Manns. (Dissertation). Peter Lang Verlag, Frankfurt/M. 1997.
- zus. mit August Staudenmayer: Im Wartezimmer / Der Nächste, bitte. Zwei Theaterstücke. Edition Karo, Berlin 2009, ISBN 978-3-937881-53-9.
- Mehr Freiheit. Roman. Otto Müller Verlag, Salzburg 2013, ISBN 978-3-7013-1210-8.
- Diese Deutschen – warum man vor ihnen (fast) keine Angst haben muss. Amalthea Verlag, Wien 2014, ISBN 978-3-85002-872-1.
- Rissspuren. Roman. Otto Müller Verlag, Salzburg 2015 ISBN 978-3-7013-1227-6.
- Die Verwechslung. Otto Müller Verlag, Salzburg 2018, ISBN 978-3-7013-1258-0.
- Von der Buntheit der Krähen. Otto Müller Verlag, Salzburg 2020, ISBN 978-3-7013-1275-7.